# Friday Foster
Friday Foster ist ein US-amerikanischer Spielfilm von Arthur Marks aus dem Jahr 1975, der lose auf dem gleichnamigen US-amerikanischen Comic von 1970 bis 1974 basiert. Er wurde auch als Friday Foster – Im Netz der Schwarzen Spinne gezeigt.

## Inhalt
Friday Foster ist ein Ex-Magazin-Model, das zur Magazinfotografin wurde und sich weigert, die Ermahnungen ihres Chefs zu beachten, sich nicht auf die Geschichten einzulassen, an denen sie arbeitet. Nachdem sie Zeugin eines Attentats auf den reichsten Afroamerikaner der Nation, Blake Tarr, geworden ist und ihre beste Freundin Cloris Boston ermordet wurde, sieht sich Friday in Lebensgefahr. Sie arbeitet mit dem Privatdetektiv Colt Hawkins zusammen, um Nachforschungen anzustellen, und bald sind die beiden auf der Spur einer Verschwörung, die die afroamerikanische politische Führung des Landes eliminieren soll.

## Veröffentlichung
Der Film wurde in Deutschland auf VHS, DVD und BluRay veröffentlicht.

## Kritik
„Unerquicklicher Actionfilm voller Gewalttätigkeiten und unterschwelligem Rassismus.“